# Thomas Bertels
Thomas Bertels (Geseke, 5 november 1986) is een Duits profvoetballer die als aanvaller speelt.
Bertels begon in de lagere amateurreeksen en kwam in 2009 via SV Lippstadt 08 bij SC Verl waarmee hij twee seizoenen in de Regionalliga West speelde. Sinds 2011 speelt hij bij SC Paderborn 07 dat toen uitkwam in de 2. Bundesliga. In het seizoen 2014/15 speelde Bertels met Paderborn in de Bundesliga.